# Philtraea elegantaria
Philtraea elegantaria är en fjärilsart som beskrevs av H. Edwards 1881. Philtraea elegantaria ingår i släktet Philtraea och familjen mätare. Inga underarter finns listade i Catalogue of Life.